# Nhà thám hiểm

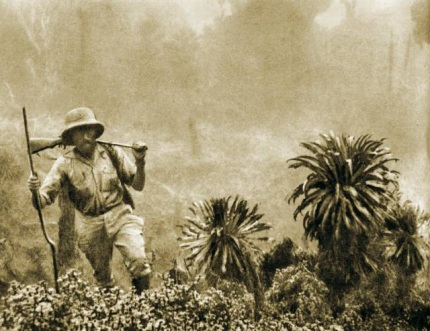
Hình ảnh của một nhà thám hiểm điển hình. Kazimierz Nowak - một nhà thám hiểm, phóng viên và nhiếp ảnh gia người Ba Lan trong rừng rậm châu Phi. Nowak có lẽ là người đầu tiên đi thám hiểm một mình xuyên châu Phi từ bắc xuống nam và quay về bằng cách đi bộ, xe đạp và ca nô vào năm 1931–1936.

Nhà thám hiểm (tiếng Anh: Explorer) là những người đi sâu vào những nơi nguy hiểm hoặc chưa được biết đến với mục đích thám hiểm và khám phá những điều mới mẻ. Những nhà thám hiểm thường là những người đầu tiên từ một quốc gia hoặc nền văn minh đến một địa điểm. Khái niệm nhà thám hiểm cũng liên quan đến các mạo hiểm giả, lữ khách hoặc hoa tiêu, phi hành gia, v.v.
Mục đích của chuyến thám hiểm khác nhau tùy theo từng người và có thể bao gồm các yếu tố quân sự, thương mại, học thuật, du lịch, tôn giáo và các yếu tố khác. Ví dụ, các cuộc thám hiểm do tướng Hannibal của người Carthage và vua Ba Tư Achaemenid Darius thực hiện có thể được gọi là các cuộc thám hiểm, vì vậy theo nghĩa rộng họ là những nhà thám hiểm. Ngoài ra, những người Viking, những người hoạt động như một tổ chức như Erik the Red, cũng là những nhà thám hiểm và nhà thám hiểm cá nhân.

## Những nhà thám hiểm nổi tiếng
- Trương Thanh (195 TCN - 114 TCN) được vua Vũ Đế nhà Hán ra lệnh dẫn thần dân của mình đến Tây Vực để tìm tộc Dayue và hợp lực tấn công Hung Nô.
- Faxian (khoảng 337-422) tới Sinhala (Sri Lanka ngày nay)
- Đường Huyền Trang (602-664) đến Thiên Trúc (Ấn Độ ngày nay)
- Eric Râu Đỏ (950-1003) đến Greenland
- Leif Erikson (980-1020) đến Châu Mỹ
- Marco Polo (1254-1324) đến Trung Quốc
- Ibn Battuta (1304-1368) đã viếng thăm hơn 44 quốc gia bao gồm Trung Quốc, Ấn Độ, Sri Lanka và Mali
- Hạm đội của Trịnh Hòa (1371-1433) đi tới hơn 30 quốc gia ở Tây Thái Bình Dương và Ấn Độ Dương
- Henry the Navigator (1394-1460) đến Đông Phi , Quần đảo Azores và các khu vực khác
- Bartolomeu Dias (khoảng 1450-1500) tới Mũi Hảo Vọng , cực nam của Châu Phi
- Christopher Columbus (1451-1506) đến Tây Ấn Vasco da Gama (khoảng 1469-1524) đến Ấn Độ
- Pedro Cabral (1460-1526) đến Brazil
- Ferdinand Magellan (1480-1521) dẫn đầu một hạm đội đi vòng quanh trái đất
- Francis Drake (1543-1596) đi thuyền vòng quanh thế giới
- Amerigo Vespucci (1454-1512) đến bờ biển phía đông Nam Mỹ
- John Capote (khoảng 1450-c. 1499) đến Newfoundland, Canada
- Juan Ponce de Leon (khoảng 1460-1521) đến Florida, Hoa Kỳ
- Vasco Núñez de Balboa (khoảng 1475-1519) đi qua eo đất Panama và đến phía đông Thái Bình Dương
- Hernan Cortés (1485-1547) Người chinh phục người Aztec, người đã thành lập các thuộc địa của Tây Ban Nha ở Mexico.
- Coronado (khoảng 1510-1554) đến Grand Canyon ở phía tây nam Hoa Kỳ
- Wilhelm Barentsz (1550-1597) đến Đảo Bear , Svalbard , Novaya Zemlya và các đảo khác ở Bắc Băng Dương
- Henry Hudson (1550 - khoảng 1611) đến Vịnh Hudson và sông Hudson của Canada
- Walter Raleigh (1562-1618) đến Bắc Carolina, Mỹ và tuyên bố Virginia là thuộc địa của Anh
- Samuel de Champlain (1567-1635) đến Quebec, Canada , sông St. Lawrence và những nơi khác, và thành lập Thành phố Quebec
- Alexander Mackenzie (1764-1820) đến sông Mackenzie ở Canada
- Luis de Torres (1565-1610) đến eo biển Torres giữa Úc và New Guinea
- Abel Tasman (khoảng 1603-1659) đến Tasmania , New Zealand , Tonga và Fiji
- John Byron (1723-1786) đến Quần đảo Falkland và Quần đảo Bắc Mariana
- Samuel Wallis (1728-1795) đến Tahiti
- Vitus Bering (1681-1741) đến Alaska, Quần đảo Aleutian và Biển Ok Ảnhk
- George Stella (1709-1746) đến Bán đảo Kamchatka và Siberia của Nga
- James Cook (1728-1779) tới Hawaii, New Caledonia, New Zealand, Australia và khám phá bờ biển Thái Bình Dương
- Alexander von Humboldt (1769-1859) tiến hành các chuyến thám hiểm khoa học tới Trung và Nam Mỹ
- Meriwether Lewis (1774-1809) khám phá vùng đất mua Louisiana
- Mamiya Linzo (1775-1844) khám phá vùng Ainu của Hokkaido, Nhật Bản và đến đảo Sakhalin
- Jim Burridge (1804-1881) khám phá dãy núi Rocky, bao gồm khu vực Công viên Yellowstone và Hồ Great Salt
- Nikolai Przhevalski (1839-1888) tới Tây Tạng và dãy núi Thiên Sơn của Trung Quốc
- Sasamori Gisuke (1845-1915) khám phá quần đảo Kuril và quần đảo Ryukyu
- Kawaguchi Huihai (1866-1945) đến Lhasa, Tây Tạng để thỉnh kinh Phật
- David Livingston (1813-1873) đi vào nội địa châu Phi để khám phá nguồn sông Nile
- Adolf Eric Nordenskjöld (1832-1901) đến Spitsbergen, người tiên phong của Hành trình Đông Bắc ở Bắc Băng Dương
- Henry Morton Stanley (1841-1904) cùng Livingston khám phá nguồn sông Nile ở Châu Phi
- Friedtjof Nansen (1861-1930) tới Bắc Cực
- Sven Hedin (1865-1952) đã khám phá vùng Kavkaz, Ba Tư, Trung Á và những nơi khác và phát hiện ra tàn tích Loulan
- Roald Amundsen (1872-1928) tới Nam Cực
- Marc Aurel Stein (1862-1943) đến Tân Cương và Cam Túc, Trung Quốc
- Robert Scott (1868-1912) tới Nam Cực
- Ernest Shackleton (1874-1922) tới Nam Cực.

## Mạo hiểm giả
Nhà thám hiểm (explorer) và mạo hiểm giả (adventurer) đều là những người lên đường phiêu lưu, khám phá nhưng mục đích của họ lại khác nhau. Trong khi các nhà thám hiểm là những người đi phiêu lưu với mục đích tìm tòi, khai phá các vùng đất mới thì mạo hiểm giả lại là người đi phiêu lưu với sự táo bạo với mục đích tìm kiếm niềm vui, của cải, danh vọng, vinh quang, quyền lực, hoặc thậm chí không mang lại lợi ích gì.

### Mạo hiểm giả trong tiểu thuyết văn học
Trong tiểu thuyết, các mạo hiểm giả thường bắt nguồn từ kị sĩ lang thang trong truyện lãng mạn thời trung cổ. Giống như các kị sĩ, các mạo hiểm giả trải qua nhiều cuộc gặp gỡ khác nhau, thường liên quan đến sự giàu có, lãng mạn hoặc chiến đấu. Không giống như kị sĩ, mạo hiểm giả là một nhân vật đích thực, thường thuộc tầng lớp thấp hơn hoặc thậm chí nghèo khó, người buộc phải đối mặt với số phận của mình, thông qua sự lừa dối. Tiểu thuyết mạo hiểm có nguồn gốc từ Tây Ban Nha vào giữa thế kỷ 16. Ảnh hưởng của những cuốn tiểu thuyết như "Lazarillo de Tormes" lan rộng khắp châu Âu. Trong suốt thế kỷ 18, có rất nhiều tiểu thuyết về những nhân vật chính dũng cảm, vô đạo đức, thích phiêu lưu mà hành trình đi đến sự giàu có và hạnh phúc đôi khi không đi kèm với sự thay đổi trong quan điểm đạo đức.

### Mạo hiểm giả trong trò chơi nhập vai
Trong trò chơi nhập vai RPG, người chơi thường vào vai những nhân vật là mạo hiểm giả chuyên nghiệp, kiếm được sự giàu có và danh tiếng thông qua các cuộc phiêu lưu, thám hiểm. Như thực hiện các nhiệm vụ nguy hiểm, khám phá tàn tích và tiêu diệt quái vật. Motif này nghĩa là các mạo hiểm giả chính là nhân vật của người chơi. Tuy nhiên, các nhóm mạo hiểm giả NPC cũng có thể tồn tại và có nhiều cuộc gặp gỡ thú vị với người chơi.
Hiệp hội Mạo hiểm giả đứng ra làm trung gian cho nhiều nhiệm vụ khác nhau, như:
- ̈Nhiệm vụ thảo phạt
- Nhiệm vụ thu thập
- Nhiệm vụ hộ tống
- Nhiệm vụ trinh sát

## Ngôn ngữ khác
- 中文
- 日本語
- 粵語
- Български
- Cymraeg
- Eesti
- Frysk
- Latina
- Occitan
- Română
- Slovenščina
- Türkçe.